# Dominique Thorne
Dominique Thorne (11 de maig de 1997) és una actriu estatunidenca. Va aparèixer a les pel·lícules El blues de Beale Street com a Sheila Hunt i Judas and the Black Messiah com a Judy Harmon.

## Primers anys
Dominique Thorne va néixer l'11 de maig de 1997 a Nova York, filla de Nerissa i Navie Guy, immigrants de Trinitat. Té dos germans, Ky-Mani i Caleb.
Thorne va assistir a la Professional Performing Arts School de Manhattan (PPAS) on va estudiar teatre dramàtic formalment. Durant el seu darrer any de secundària, el 2015 va guanyar el premi Young Arts Award in Spoken Theater, així com el Presidential Scholar in the Arts, que la Casa Blanca atorga anualment. Després de sol·licitar a diverses universitats tant per a programes acadèmics com d'art, Thorne va optar per assistir a la Universitat de Cornell, on es va llicenciar en Desenvolupament Humà amb una menció en Estudis de Desigualtat. Es va graduar el maig de 2019 i des del 2020, ella i la seva família viuen a Atlanta.

## Carrera
El 2018, Thorne va debutar a un llargmetratge com Shelia Hunt, la germana petita del personatge principal Fonny Hunt, a la pel·lícula El blues de Beale Street, que es basa en la novel·la homònima de James Baldwin. El 2021 va interpretar a Judy Harmon, membre de els Panteres Negres, a la pel·lícula Judas and the Black Messiah.
El 2020, va ser elegida com la superheroïna de Marvel Comics Riri Williams, que va debutar al llargmetratge de Marvel del 2022 Black Panther: Wakanda Forever abans de protagonitzar la seva sèrie de Disney+ Ironheart.